# بوبي بورنس
بوبي بورنس (بالإنجليزية: Bobby Burns)‏ (و. 1878 – 1966 م) هو ممثل، ومخرج سينمائي، من الولايات المتحدة الأمريكية، ولد في فيلادلفيا، بنسيلفانيا، توفي في لوس أنجلوس، عن عمر يناهز 88 عاماً.

## وصلات خارجية
- بوبي بورنس على موقع IMDb (الإنجليزية)
- بوبي بورنس على موقع أول موفي (الإنجليزية)
- بوبي بورنس على موقع قاعدة بيانات الأفلام السويدية (السويدية)
- بوبي بورنس على موقع قاعدة بيانات الفيلم (الإنجليزية)
- بوبي بورنس على موقع كينوبويسك (الروسية)